# مقبرة 14
مقبرة 14 أو مقبرة توسرت  وتعرف عالميا باسم KV14 ، وهي مقبرة مشتركة تخص في الأساس الملكة توسرت أخر فراعنة الأسرة التاسعة عشر المعروفين حتى الآن . ثم تم توسعتها وإعادة استخدامها من قبل الفرعون ست نخت أول ملوك الأسرة العشرون. وهي مفتوحة منذ العصور القديمة إلا أنه لم يتم تسجيلها ودراستها بدقة إلا على يد الألماني هارتويج ألتنمولر ، الذي أوفدته جامعة هامبورغ لدراسة المقبرة في الفترة بين عامي 1983 و1987.

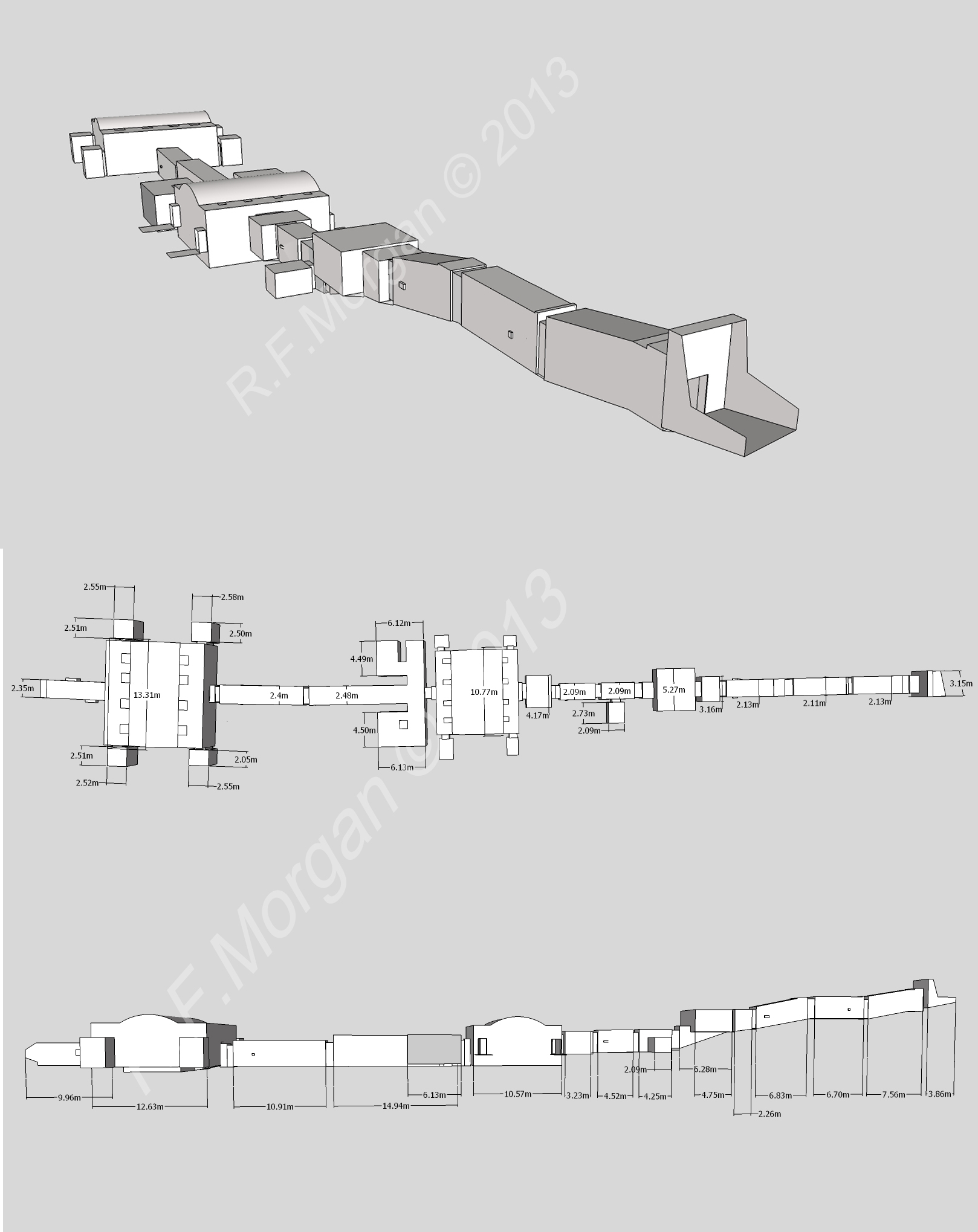
رسومات توضيحية لبنية مقبرة توسرت تحت الأرض في وادي الملوك. المقبرة تمتد نحو 122 متر ،ومدخلها في الرسم من اليمين

وتقع المقبرة في الوادي الشرقي بوادي الملوك . تتكون المقبرة من حجرتين للدفن وهي نتاج عمليات التوسعة التي قام بها ست نخت لتكون بذلك واحدة من أكبر مقابر وادي الملوك ، إذ تمتد على مساحة 112 متر مربع.

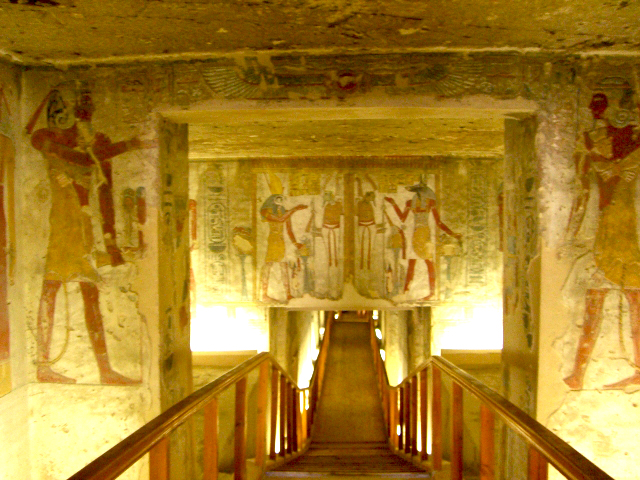
بهو في مقبرة توسرت.

ويلاحظ طمس معالم الملكة توسرت من على جدران المقبرة ومحاولة تحوير النقوش لتلائم الملك ست نخت. كما يلاحظ إزالة الاسم الملكي لست نخت من على جدران المقبرة وإحلال اسم الملك سيتي الثاني بدلا منه خلال العقود التالية.

## نقوش المقبرة 14
لا تزال نقوش مقبرة توسرت باقية بألوانها المختلفة في حالة جيدة . ويوجد منقوشا على حوائط الحجرة الأمامية نقوشات تعبر عن كتاب الجحيم طبقا لمعتقدات المصريين القدماء .
تتضمن نقوش مقبرة توسرت المراحل التالية : عبادة الشمس أثناء الغروب ، تقديم توسرت القرابين إلى الآلهة وتحية حراس أبواب العالم الآخر، حماية الملكة عيقوم بها الآلهة المنوطين بالحماية على مدي ساعات الليل المتتالية ، تحية توسرت ثانية لحراس أبواب العالم الآخر ، تمثيل طقوس فتح الفم على تمثال الملكة ، تحية إلى توسرت يقدمها آلهة مختلفة ، نصوص من كتب الآخرة .
في الحجرة J1 من المقبرة وهي الحجرة الخاصة بالملكة توسرت نجد نقوش من مراحل كتاب الأبواب وكتاب الجحيم ، كما نجد السقف منقوشا بالنجوم وبعض الأبراج السماوية الهامة لقدماء المصريين. وتوجد في الحجرة J2 - والتي يوجد بها تابوت الملك «ست ناختي» - مشاهد من كتاب الأبواب ، وسقف الحجرة مزين أيضا بنقوش فلكية.
تفيد نقوش أسقف الحجرات الباحثين في التعرف على معلومات وتصور المصريين القدماء عن علم الفلك خلال الأسرتين التاسعة عشر و العشرين.

## صور من مقبرة توسرت

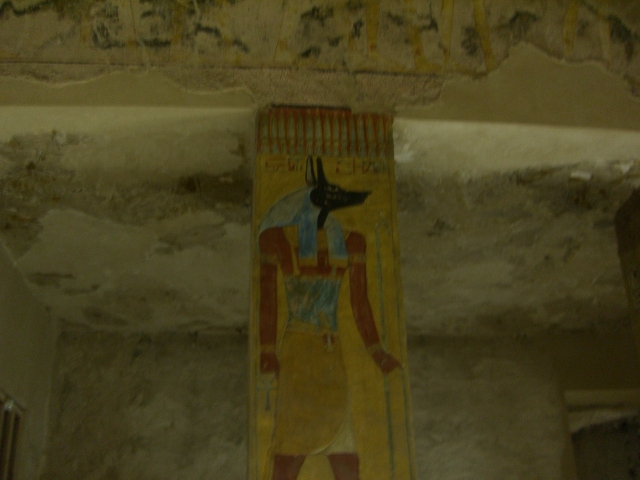
الإله أنوبيس ممثلا في حجرة توسرت
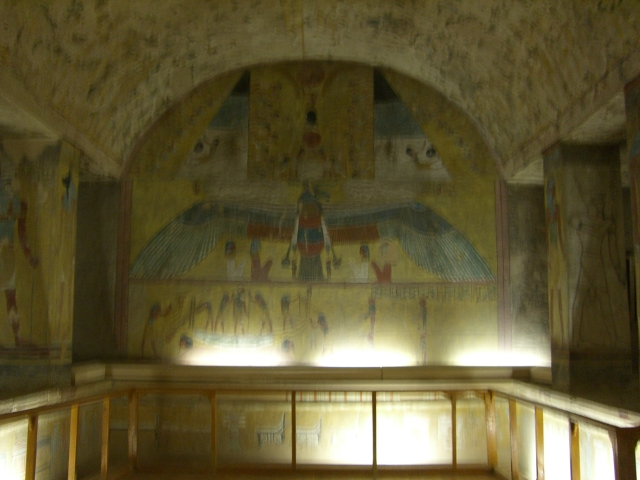
من حجرة توسرت
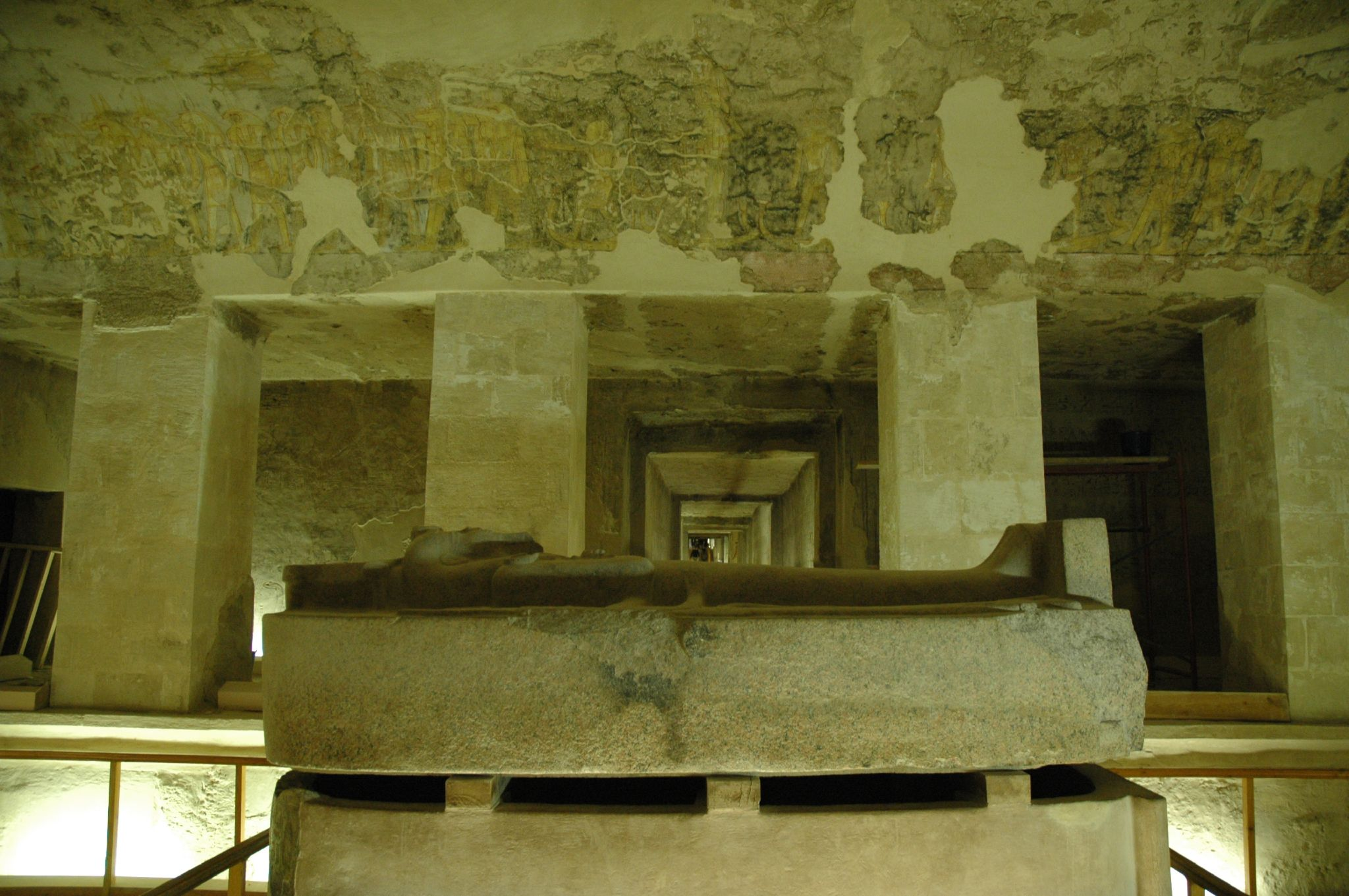
من حجرة ست نخت
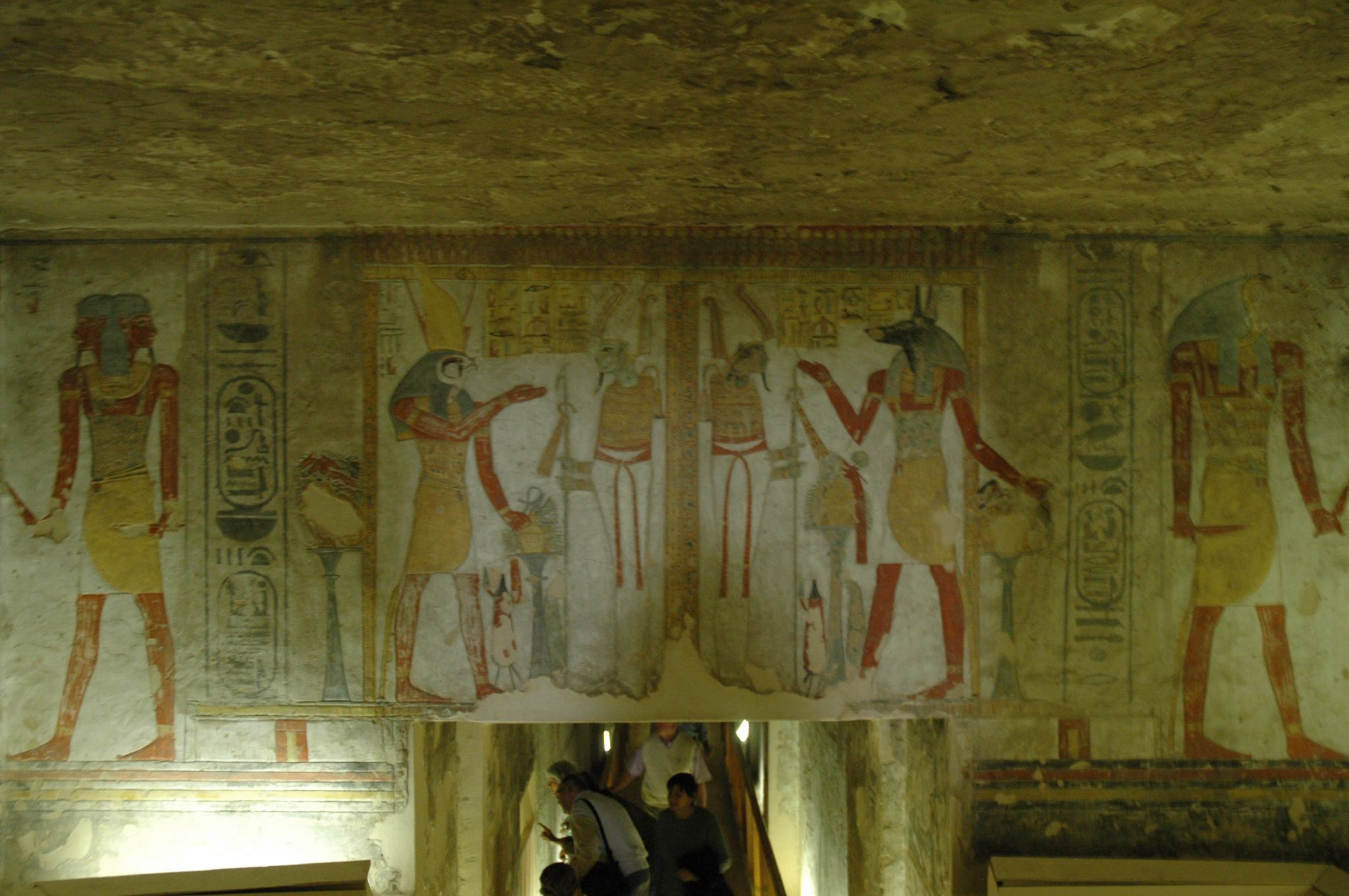
من حجرة ست ناخت
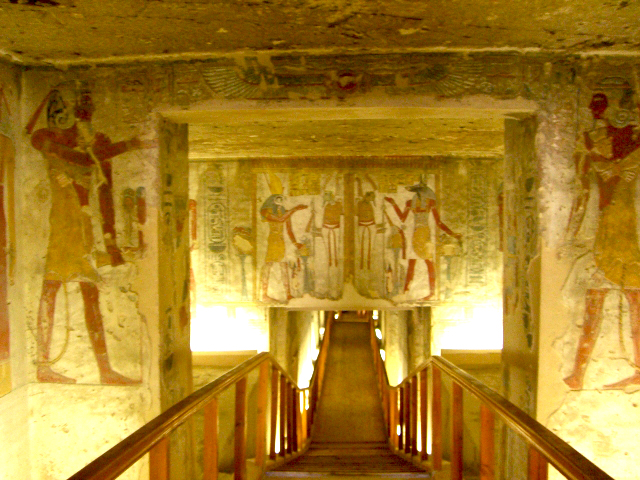
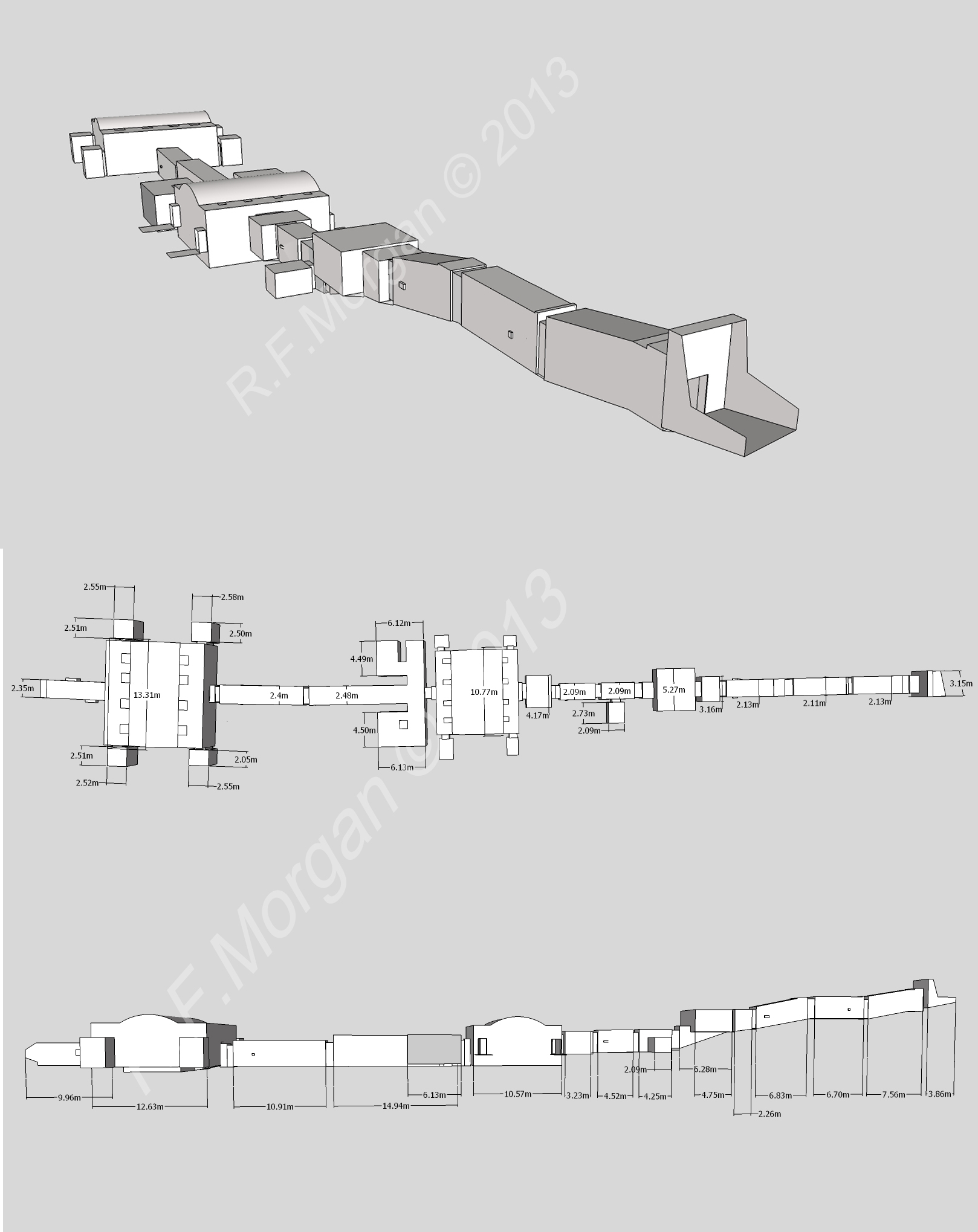
بنية المقبرة
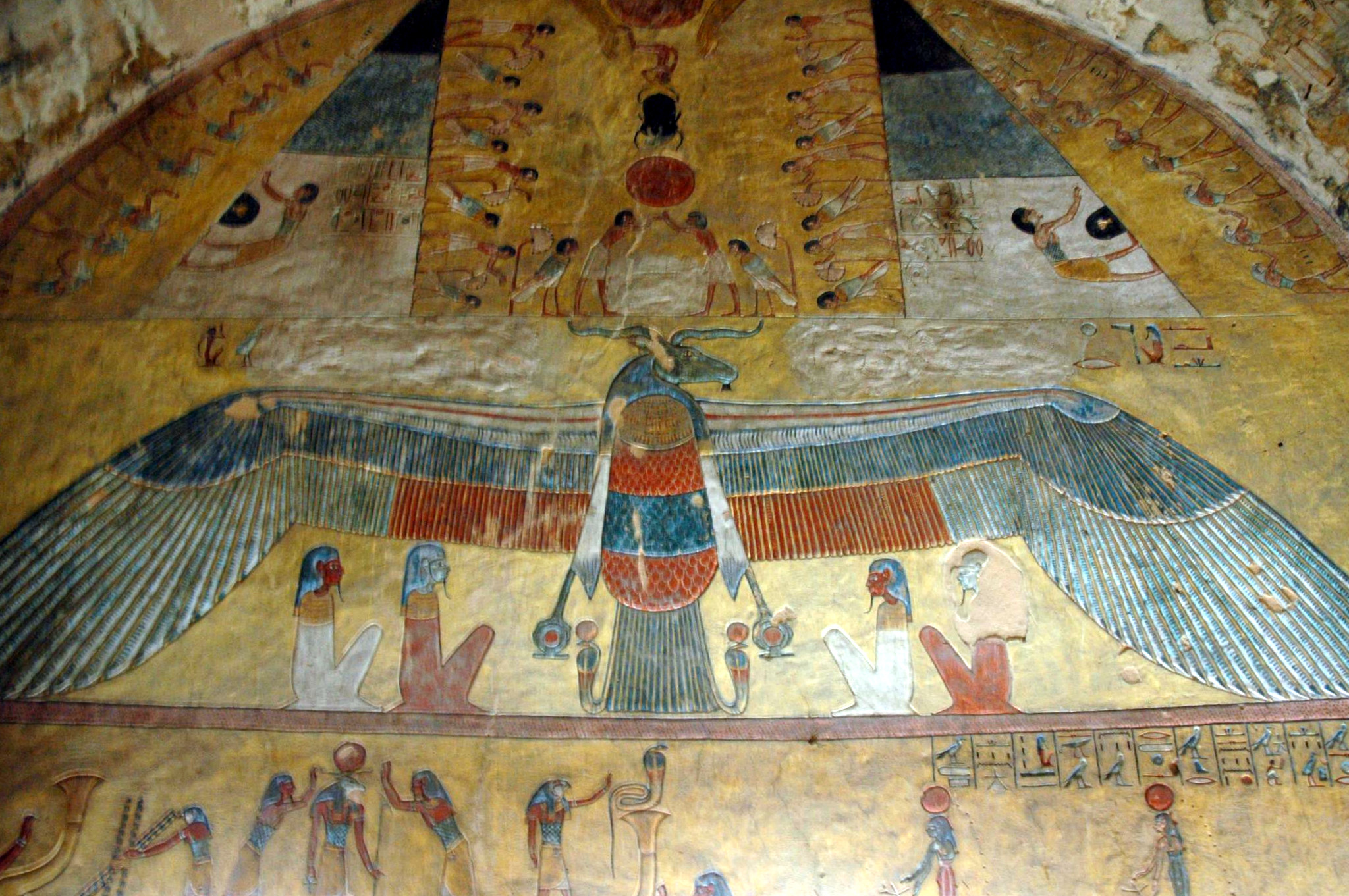
حجرة ست ناخت

## اقرأ أيضا
- سيتي الثاني
- مقبرة 10

## وصلات خارجية
- مشروع تخطيط طيبة: مقبرة 14 - يضم وصفا وصورا وخرائط للمقبرة.